# Kutna brzina
Kutna brzina, brzina rotacije ili kružna frekvencija (oznaka ω) je brzina promjene kuta kojim se opisuje položaj tijela pri kružnom gibanju oko središta vrtnje. Ako se polumjer kružnice koji prati određenu točku na tijelu koje se okreće u kratkom vremenu dt zakrene za kut dφ, trenutna kutna brzina ω bit će
{\displaystyle \omega ={\frac {\mathrm {d} \varphi }{\mathrm {d} t}}}.
Kada se kut jednoliko mijenja u vremenu, kutna brzina je stalna. Za tijelo koje se na stalnoj udaljenosti vrti oko neke osi kažemo da se radi o jednolikom gibanju po kružnici. Ako na tijelo djeluje moment sila koji uzrokuje kutno ubrzanje, kutna brzina će se s vremenom mijenjati. 
Kutna brzina je ista za sve točke čvrstoga tijela koje se vrti. Obodna brzina pak svakog djelića tijela ili jedne čestice na kružnoj putanji, što je brzina kojom bi se oni nastavili ravno gibati kad bi se prekinule sve sveze s centrom vrtnje, ovisi o tom koliko su daleko od centra vrtnje: obodna brzina v je to veća što je polumjer vrtnje r veći, v=r⋅ω.
Mjerna jedinica SI za kutnu brzinu je radijan u sekundi (rad/s). Budući da radijan ima dimenziju 1, ona je ekvivalentna jedinici s-1, odnosno jedinici herc; tu jedinicu je radi izbjegavanja zabune ipak bolje ne koristiti kod opisa kružnog gibanja.
Kutna brzina se u tehnici često izražava kao broj okretaja u minuti {\displaystyle \mathbf {} n} [o/min]. Veza između broja okretaja u minuti s kutnom brzinom je
{\displaystyle \omega ={{n\cdot \pi } \over 30}}.

## Vektorski prikaz
Kutna brzina se može prikazati kao vektor (točnije pseudovektor) kojemu je iznos jednak ω, a smjer takav da njegov vektorski umnožak s radijvektorom točke u kružnom gibanju daje obodnu brzinu
{\displaystyle {\vec {v}}={\vec {\omega }}\times {\vec {r}}}
Smjer kutne brzine okomit je na ravninu putanje, to jest leži na pravcu koji je os vrtnje tijela, a može se odrediti prema pravilu desne ruke: ako su prsti desne ruke savinuti u smjeru kruženja, ispruženi palac pokazuje smjer kutne brzine.
Pri rotaciji, obodna (linearna) brzina na svakom dijelu putanje ima smjer tangente na putanju. Njen smjer se zbog centripetalne sile uvijek mijenja, no ako kružno gibanje nije ubrzano pod utjecajem momenta sila, iznos obodne brzine za svaku pojedinu točku tijela ostaje isti.

## Povezane veličine
Period rotacije T je vrijeme potrebno da tijelo koje jednoliko rotira oko neke točke učini puni krug (360° = 2π rad). Tako je ω=2π/T pa je 
{\displaystyle T={\frac {2\cdot \pi }{\omega }}}
Frekvencija jednolikog kružnog gibanja ili kružna frekvencija f je broj punih okretaja oko fiksne točke u jedinici vremena - najčešće u sekundi, tj. 1/s = Hz:
{\displaystyle f={\frac {1}{T}}={\frac {\omega }{2\cdot \pi }}}
Njena veza s jedinicom broja okretaja u minuti [o/min] je
n [o/min] = 60 f [Hz]
Obodna brzina se također može izraziti pomoću broja okretaja ujedinici vremena: ako neka točka učini n okretaja u sekundi po kružnici polumjera r, ona za to vrijeme učini put od n opsega kružnice, stoga je 
{\displaystyle v=2\pi \,r\cdot n}
Kinetička energija Ek čestice u kružnom gibanju ovisi o njenoj obodnoj (linearnoj) brzini, pa je za jednu česticu mase m
{\displaystyle E_{\mathrm {k} }={\tfrac {1}{2}}mv^{2}={\tfrac {1}{2}}mr^{2}\omega ^{2}},
a za mnoštvo čestica, kao u slučaju krutoga tijela s momentom inercije I,
{\displaystyle E_{\mathrm {k} }=\sum _{i}{\tfrac {1}{2}}m_{i}r_{i}^{2}\,\omega ^{2}={\tfrac {1}{2}}\omega ^{2}\cdot I}.